# 乾隆皇帝 (小说)
《乾隆皇帝》是中国大陆作家二月河的一篇长篇历史小说。本书是二月河“皇帝系列”三部曲中的第三部，前两部分别是《康熙大帝》和《雍正皇帝》。《乾隆皇帝》荣获首届姚雪垠长篇历史小说奖。本书曾被改编为电视剧《乾隆王朝》。

## 作品目录
- 第一卷：《风华初露》
- 第二卷：《夕照空山》
- 第三卷：《日落长河》
- 第四卷：《天步艰难》
- 第五卷：《月昏五鼓》（原名《云暗风阙》）
- 第六卷：《秋声紫苑》

## 作品介紹
雍正死於非命，時年二十五歲的乾隆繼位。他胸懷大志，要做超邁千古之帝，一心開創大清盛世。他堅持推行“以寬為政”的施政方略，革除前朝苛政。重視直臣能吏，簡拔新秀，整頓吏治，對貪官污吏嚴加懲處。他勵精圖治，蠲免賦稅，使民休養生息，並不斷微服私訪，體察民情，派能吏賑災濟民，杜塞亂源。先後進軍大小金川、西域和臺灣，平息叛亂。讓紀昀主修《四庫全書》，以收束籠絡天下士子之心。乾朝逐步走向生業滋繁的隆盛之世。但與此同時，土地兼併矛盾愈演愈烈，官場貪賄荒淫糜爛不堪，且邊患不已，危機四伏，樹大中空，加上晚年乾隆好大喜功，多有失政，又任用和珅等佞臣，黜退賢良，國勢逐漸江河日下。

## 作品评价
小说《乾隆皇帝》在荣获首届“姚雪垠长篇历史小说奖”时的评语：
|  | 《乾隆皇帝》与某些单纯描写宫廷斗争的小说不同，它历历如绘地再现了当年整个社会的政治经济、阶级民族矛盾和日常生活面貌。不仅描绘了乾隆一生的文治武功，还刻画了纪晓岚、曹雪芹等历史人物。作品将历史与传奇融合，虽偶有离开史实的演绎乃至粗俗的描写，但整部作品规模宏大，雅俗共赏，并以其深刻的历史叙事、广博的人文内涵和丰赡的故事文脉，而成为乾隆王朝盛极而衰的社会百态画卷，也是作者历史小说创作中一部最成熟最厚重的作品。 |

## 作品改编
- 《乾隆王朝》2002年电视剧。导演是马骁、赵镭， 焦晃饰演乾隆帝，陈锐饰演和珅，左小青饰演十公主，贾一平饰演嘉庆帝。

## 書籍
| 年份   | 書名                   | 作者   | 出版社         | ISBN               |
| 2001年 | 《乾隆皇帝（全六册）》 | 二月河 | 长江文艺出版社 | ISBN 9787535421036 |